# 西里西亚省
西里西亞省或希隆斯克省（[vɔjɛˈvut͡stfɔ ˈɕlɔ̃skʲɛ]），為波蘭南部的一省，首府為卡托維茲，現有的行政區劃建立於西元1999年1月1日，由卡托維茲省、琴斯托霍瓦省和別爾斯科-比亞瓦省整併而來。「西里西亞」這個名稱源自13世紀時的西里西亞公國。這個公國後來被分成上西里西亞與下西里西亞。